# رخص برمجيات حرة متساهلة
رخص البرمجيات الحرة المتساهلة (بالإنجليزية: Permissive free software licences)‏ هي رخص برمجيات حرة للأعمال ذات حقوق النسخ، تقدم العديد من نفس الحريات كما لو تم نشر العمل في الملكية العامة. أحد الأمثلة المنتشرة على الرخص المتساهلة هي رخصة MIT ورخصة بي إس دي.